# Izabela Dłużyk
Izabela Dłużyk   (Gdańsk, 1989) és una enregistradora de so natural polonesa i llicenciada en estudis anglesos i russos per la Universitat de Gdańsk.
Ha enregistrat molts ocells, com ara grues al Parc Nacional d'Ujście Warty, corbs marins al cordó del Vístula, oques a la reserva de Beka, cignes cantaires a la vall de Słupia, i cigonyes a Żywków, a la frontera amb Rússia, entre molts altres.
Va ser nomenada a la llista 100 dones de la BBC el novembre de 2023.

## Biografia
Nascuda cega, Dłużyk va desenvolupar interès pels ocells, especialment els lloros. Va començar a gravar sorolls d'ocells als 12 anys d'edat després d'aconseguir una gravadora de casset de la família. Dłużyk ha desenvolupat una sensibilitat específica pel cant dels ocells des que va obtenir la gravadora de casset de la seva família. Per això, pot identificar espècies únicament a partir del seu so. Entre els seus crèdits hi ha un àlbum fet en col·laboració amb la firma australiana Listening Earth que inclou sons del bosc de Biaowiea. Va començar la seva recerca gravant els ocells i els seus sons.
El setembre de 2023, BBC World va emetre un documental sobre Dłużyk titulat Isabela al bosc. Nosaltres, els humans, ens centrem més en els aspectes visuals. «Quan observem ocells, pensem principalment en la fotografia. Per exemple, identifiquem les espècies en funció del seu aspecte més que dels seus sons. Quan escolto no només ocells, sinó també arbres, simplement em sento en el lloc adequat, amb sentit. del sentit més profund de l'existència», admet. Dłużyk és llicenciada en estudis anglesos i russos. Cada dia treballa com a traductora al Centre de Llengües Estrangeres de la Universitat de Gdańsk.
El novembre de 2023, Dłużyk va ser inclosa a la llista de les 100 dones de la BBC. Va ser l'única dona polonesa inclosa a la llista.